# Manifesto da UNESCO para a Biblioteca Pública
O Manifesto da UNESCO para a Biblioteca Pública é um documento aprovado pela UNESCO em Paris no dia 29 de novembro de 1994. O documento proclama a crença da entidade para com as bibliotecas públicas, a nível internacional, como instituições essenciais para a promoção da paz e do bem-estar espiritual da humanidade.

## História
O documento foi mundialmente instituído em 1949 e, desde então, recebeu reiterações de modo que a feitura atual vem da  aprovação que aconteceu durante a realização do PGI Council Meeting da UNESCO, em 1994; o manifesto foi preparado com a participação da seção de bibliotecas públicas da Federação Internacional de Associações e Instituições Bibliotecárias.

## Princípios do documento
Ao reconhecer a biblioteca pública como centro local de cultura, o Manifesto enumera alguns requisitos para a implantação e manutenção de casas bibliotecais:

### Implantação
Deve ser de responsabilidade de governos locais e nacionais.

### O Prédio
Precisa ser bem localizado, por princípio, em prédio próprio.

### Legislação
Apoiada por legislação específica moldada de acordo com as necessidades locais ou regionais.

### Integração
Propõe que governos e sociedade fortaleçam redes de integração para apoiar as bibliotecas, a exemplo, em Portugal há a Rede Nacional de Bibliotecas Públicas e no Brasil este órgão é o Sistema Nacional de Bibliotecas Públicas.

### Quadro funcional
O documento finca que o quadro de funcionários de bibliotecas recebam indispensável educação profissional contínua.

### Acervos
Fundamenta que os acervos não sejam construídos apenas sob óticas políticas recentes e ou modistas, mas que também se procure equilibrar o tradicional com o moderno de modo a contemplar todas as faixas etárias da população envolvida. E que haja adaptações às diferentes necessidades das comunidades em áreas rurais e urbanas.